# Stadtmuseum Fembohaus

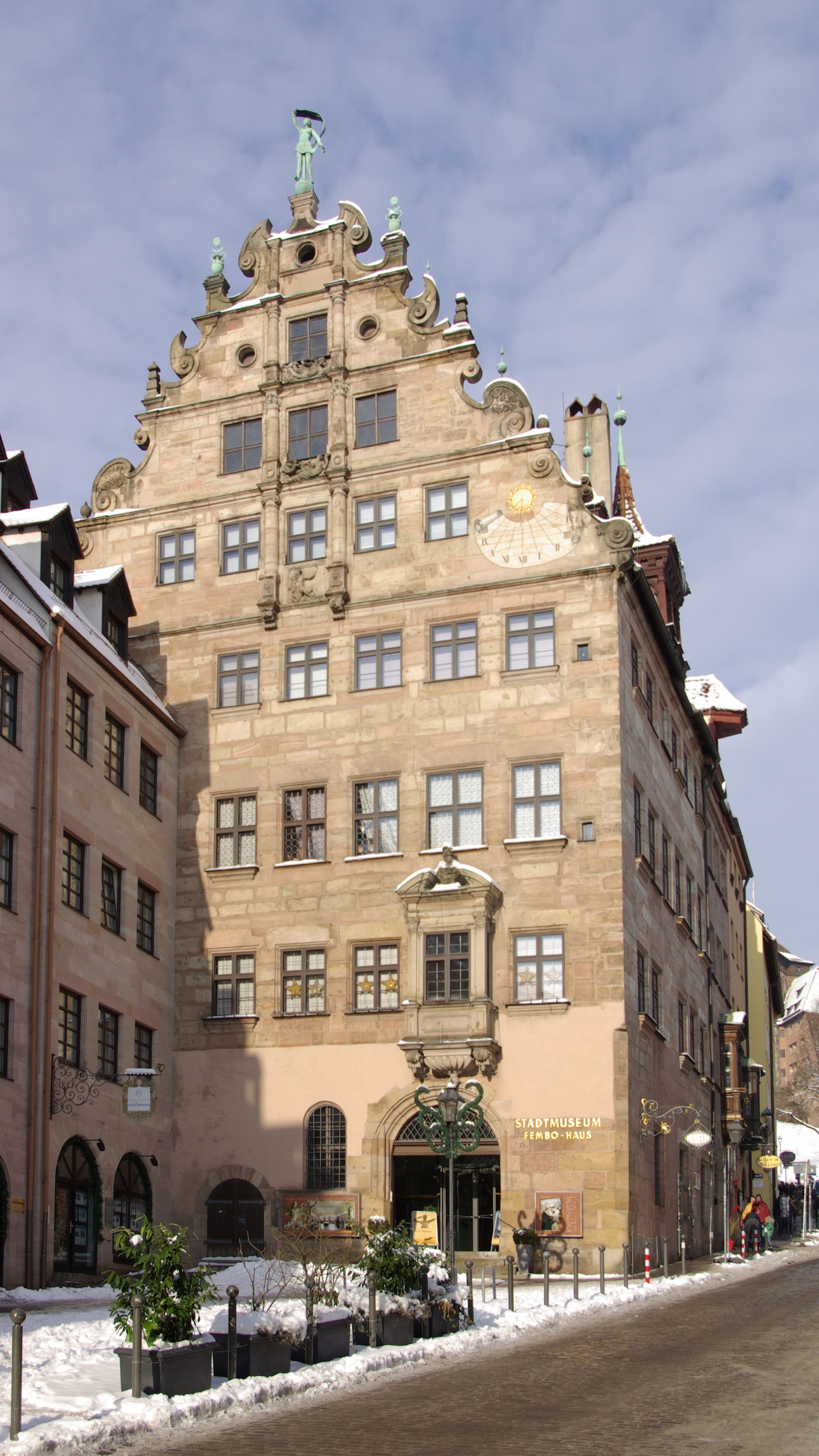
Die Südfront des Fembohauses

Das Stadtmuseum Fembohaus ist das Stadtmuseum zur Geschichte Nürnbergs. 950 Jahre Stadtgeschichte werden anschaulich dargestellt. Es präsentiert in neuartiger Museumsatmosphäre mit ambitionierten Ausstellungen zu aktuellen Themen der Stadtgeschichte einen umfassenden Blick auf die Stadtgeschichte. Das Museum gehört zum Verbund der Museen der Stadt Nürnberg.
Das Fembohaus ist Nürnbergs einziges erhaltenes großes Kaufmannshaus der Spätrenaissance.

## Geschichte
Das Fembohaus in der Sebalder Altstadt, Burgstraße 15, wurde in den Jahren 1591–1596, vermutlich nach Planung von Jakob Wolff dem Älteren, im Auftrag des niederländischen Kaufmanns Philipp van Oyrl errichtet. Oyrl, der 1592 das Bürgerrecht zugesprochen bekam, hatte das Anwesen 1590 erworben und ließ das bestehende Gebäude abbrechen. Das neue Haus wurde für Philipp van Oyrl und seine Nachfahren Familienstammsitz und Sitz der von ihm gegründeten Handelsfirma.
Der Patrizier Christof Jakob Behaim, Sohn des Vordersten Losungers, heiratete 1668 Maria Sabina Pellerin und ließ als Würdenträger der Barockzeit das von seiner Frau in die Ehe eingebrachte Haus standesgemäß in glanzvoller Weise umbauen. Sie war die Urenkelin des Erbauers des Hauses, Philipp van Oyrl. Behaim ließ die große Barockdecke im zweiten Obergeschoss von dem italienischen Stuckator Carlo Moretti Brentano sowie im Tanzsaal im dritten Obergeschoss Deckengemälde nach Motiven aus den Metamorphosen des Ovid von einem unbekannten Meister schaffen.
Johann Michael Franz (1700–1761) und Johann Georg Ebersberger (1695–1760) erbten 1730 von Johann Christoph Homann (1703–1730) die Landkartendruckerei mit Verlag des Kartografen Johann Baptist Homann (1664–1724), seinerzeit die bedeutendste Landkartendruckerei Deutschlands.
1735 erwarben sie das repräsentative Haus in der Burgstraße 15 und betrieben dort das Unternehmen unter dem Namen Homännische Erben weiter. Es folgten deren Erben Jakob Heinrich und Georg Christoph Franz, danach Georg Peter Monath und Friederike Albrecht.
1804/13 erwarb der spätere Namensgeber Georg Christoph Franz Fembo (1781–1848) die Besitzanteile am Fembohaus und am Verlag, nachdem er schon 1805 die ehemals bedeutende Kunst- und Buchhandlung des Christoph Weigel übernommen hatte. Sein Sohn Christoph Melchior Fembo ließ die Homannische Landkarten-Verlagsbuchhandlung 1852 stilllegen. Nach dessen Tod 1876 wurde das Gebäude verkauft, die Sammlungen sowie die restlichen Bestände wurden öffentlich versteigert.
1876 erwarb das Gebäude David Zwick, Tabakfabrikant zu Nürnberg.
1928 kaufte die Stadt Nürnberg das Haus und nutzte es teilweise als Dienstgebäude.
Den Zweiten Weltkrieg überstand das Vorderhaus mit geringen Kriegsschäden. Am Zwischengebäude waren die Schäden mittelschwer. Das Rückgebäude musste abgetragen werden.
1953 wurde das Fembohaus als Stadtmuseum eröffnet, 1958 konnte das wiederaufgebaute Rückgebäude seiner Bestimmung übergeben werden. Zwischen 1996 und 2000 erfolgte eine komplette Sanierung und Neukonzeption des Stadtmuseums Fembohaus.
Das Bürgerhaus mit Vorderhaus, Flügel- und Rückgebäuden um den Innenhof ist die einzige repräsentative Nürnberger Gebäudeanlage, die den Zweiten Weltkrieg weitgehend unzerstört überstanden hat.

## Museum
Wilhelm Schwemmer, ab 1952 Leiter der Städtischen Kunstsammlungen, gestaltete das Fembohaus in ein Museum Altnürnberger Kultur um. Das 1953 im Fembohaus gegründete Stadtgeschichtliche Museum wurde 1994 in die Museen der Stadt Nürnberg eingegliedert. Es wurde zwischen 1997 und 2000 renoviert und neu konzipiert. Im Jahr 2016 wurde im bisherigen Kinosaal im historischen Innenhof eine neue Dauerausstellungseinheit eröffnet.

### Erdgeschoss
- Eingangshalle
- Kasse
- Ausstellungsforum
- Historischer Innenhof
- Krone – Macht – Geschichte. Nürnberg auf einen Blick

### 4. Obergeschoss
- Tönendes Stadtmodell

Der chronologische Rundgang startet am großen Stadtmodell Nürnbergs mit einer Licht-Ton- und Bildschau.

### 3. Obergeschoss
- Kaiserstadt Nürnberg

Zahlreiche Exponate belegen Nürnbergs herausragende Stellung als Kaiserstadt im Heiligen Römischen Reich.
- Nürnberger Handwerke

Elf Erfindungen und Handwerke veranschaulichen den Nürnberger Witz, den Erfindungsreichtum Nürnberger Handwerker.
- Nürnberger Rat

Geschichte, Herrschaft und Selbstverständnis des Nürnberger Patriziats prägten die Geschicke der Stadt.
- Nürnberger Handel

Die Dokumentation widmet sich Nürnberg im Schnittpunkt europäischer Handelswege, den Handelsherren und ihren Geschäften.
- Stadtmodelle

Zwei Modelle der Reichsstadt Nürnberg zeigen die mittelalterliche Großstadt im 16. und frühen 17. Jahrhundert.
- Tanzsaal

Drei Hausbewohner aus drei Jahrhunderten kehren zurück und erzählen ihre Geschichte und die Geschichte des Hauses. (Hörbild Tanz der Generationen durch die Zeit)
- Nürnberger Küche

Im 18. Jahrhundert wandelte sich die Küche zum Repräsentationsraum, in dem man Geschirr aus Kupfer und Zinn zur Schau stellte.

### 2. Obergeschoss

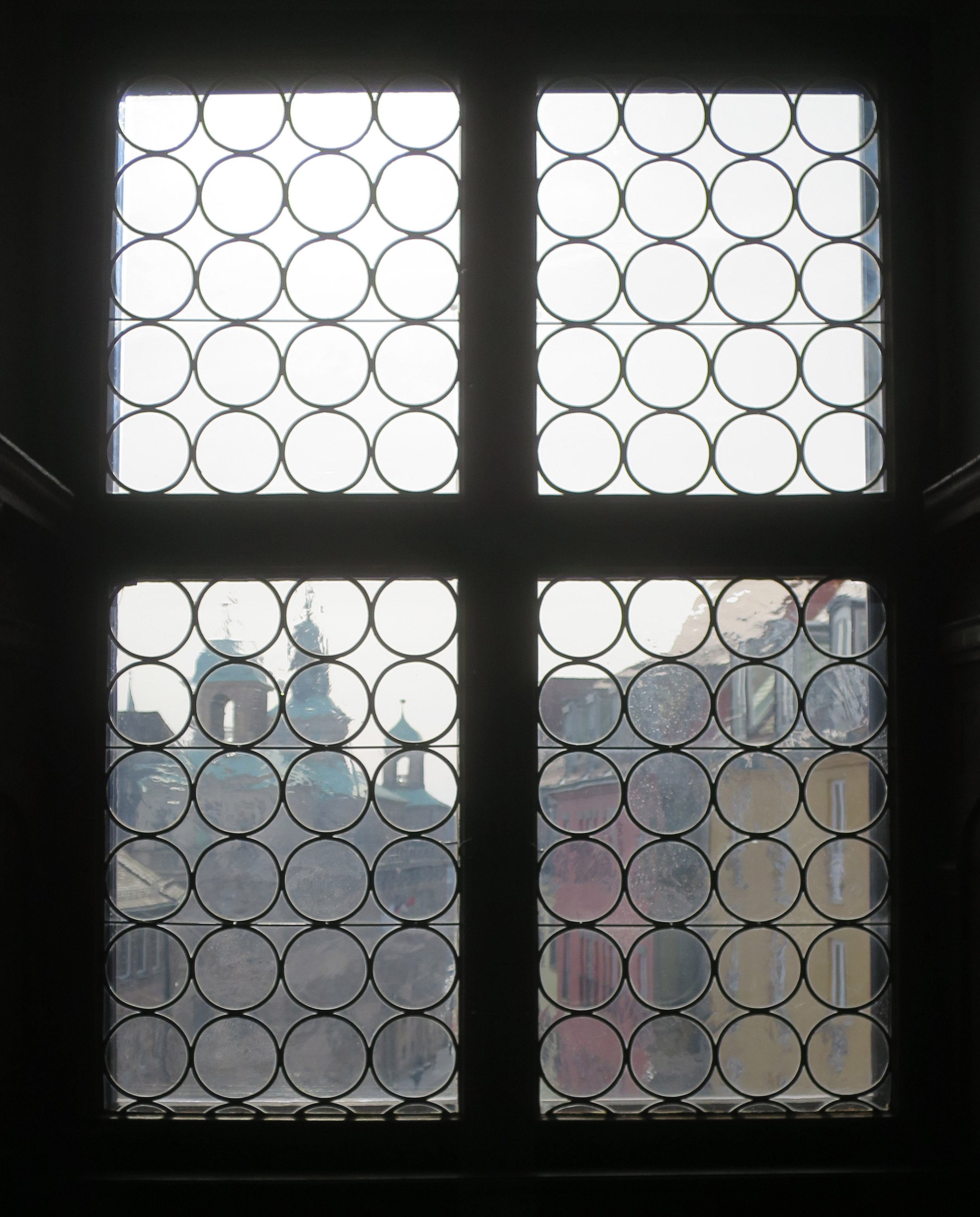
Blick aus dem Familiensaal auf das Rathaus

- Familiensaal

Der vertäfelte, prächtig ausgestattete Saal entstand kurz nach der Erbauung des Hauses um 1600 und zeigt die hohe Wohnkultur Nürnbergs.
- Vestibül mit Barockdecke

Die prachtvolle Decke wurde von Carlo Moretti Brentano 1674 vollendet und ist die eindrucksvollste noch erhaltene Barockstuckdecke Nürnbergs.
- Das Religionsgespräch von 1525

Im Großen Rathaussaal fand das so genannte Religionsgespräch in sechs Sitzungen statt; die Vertreter der neuen Lehre setzten sich durch, Nürnberg wurde lutherisch. (Hörbild)
- Stadtbild Nürnbergs im 17. Jahrhundert

In Kupferstichen, Radierungen und Gemälden verschiedener Künstler wird die große mittelalterliche Geschlossenheit Nürnbergs anschaulich.
- Martin Peller und sein Haus

Das prachtvollste und größte Haus Nürnbergs ließ der reichste Kaufmann seiner Zeit zwischen 1602 und 1607 am Egidienberg errichten.
- Das Schöne Zimmer

Der Saal für Martin Pellers Kunstsammlung diente repräsentativen Zwecken; er wurde im Zweiten Weltkrieg gerettet und hier eingebaut.
- Das Friedensmahl von 1649

Über die strittigen Punkte des Westfälischen Friedens beriet ein europäischer Diplomatenkongress. Joachim von Sandrart hielt das Festmahl in einem monumentalen Geschichtsgemälde fest.

### 1. Obergeschoss
- Künstler und Gelehrte

Eine Galerie bedeutender Persönlichkeiten aus dem Geistesleben veranschaulicht Kunstsinn und Gelehrsamkeit Nürnbergs im 18. Jahrhundert.
- Nürnberger Musik

Musikbeispiele aus drei Jahrhunderten geben einen Eindruck vom reichen Musikleben Nürnbergs. (Hörstation)
- Reichsstadt wird bayerische Provinzstadt

Für Glanz und Niedergang stehen die Nürnberger Fayencemanufaktur und der Zwangsverkauf des Neptunbrunnens. In der Malerei Johann Adam Kleins erlebt die Stadt eine künstlerische Nachblüte.
- Homännische Landkartenoffizin

Millionen von Landkarten wurden im Fembohaus gestochen und gedruckt; der zeitweise bedeutendste Landkartenverlag Deutschlands hatte hier seinen Sitz.
- Das Stadtbild im 19. Jahrhundert

Den Umbau Nürnbergs von der mittelalterlichen Großstadt zur Industriemetropole dokumentieren die Fotografien Ferdinand Schmidts.
- Das Bild der Altstadt im 20. Jahrhundert

Im Bombenhagel des Zweiten Weltkriegs ging die Altstadt zugrunde; der am alten Stadtbild orientierte Wiederaufbau Nürnbergs ist eine Synthese aus Alt und Neu.
- Filmraum

Sieben Dokumentarfilme widmen sich der Geschichte Nürnbergs im 20. Jahrhundert. (Filmprogramm zur freien Auswahl)

## Besondere Exponate

### Friedensmahl
Joachim von Sandrart, 1650
Öl auf Leinwand
Zu einem großen Festbankett im Rathaussaal hatte der Vertreter der schwedischen Krone und spätere schwedische König Karl Gustav von Pfalz-Zweibrücken-Kleeburg geladen, um die erste Einigung der früheren Kriegsgegner über strittige Fragen der Friedensbedingungen zu feiern. Der von ihm beauftragte Maler Joachim von Sandrart wählte das Mahl als symbolische Geste der Versöhnung. In seinem Monumentalgemälde hielt er den Moment des Prunkessens fest, in dem gerade der fünfte Gang aus Gartenfrüchten in silbernen Schüsseln und an Zweigen aufgetragen wird. Die wichtigsten Personen hat der Maler mit Ziffern versehen und auf seitlichen Tafeln aufgeführt.

### Das Schöne Zimmer aus dem Pellerhaus
Das Schöne Zimmer entstand um 1610 und diente repräsentativen Zwecken. In solchen Prachträumen waren häufig private Kunstsammlungen untergebracht oder es wurden dort angesehene Gäste beherbergt. Die von Georg Gärtner geschaffene Decke besteht aus 21 Kassetten mit mythologischen und allegorischen Darstellungen. Um das Mittelbild, das den Sturz des Phaeton zeigt, gruppieren sich vier männliche und vier weibliche Gottheiten sowie die vier Elemente und vier Erdteile. Das Schöne Zimmer wurde im Zweiten Weltkrieg vor der Zerstörung des Pellerhauses in Sicherheit gebracht und 1957/58 im neu errichteten Rückgebäude des Fembohauses eingebaut.

### Der Apollobrunnen
Der Apollo-Brunnen wurde von dem Nürnberger Gießer Pankraz Labenwolf 1532 in Messing gegossen, vermutlich nach einem Entwurf Peter Flötners. Er stellt einen Höhepunkt der deutschen Renaissanceplastik dar. Der Brunnen wurde für den Hof des Pleidenhauses, einer Schießstätte der Armbrustschützen, geschaffen. Er stand im Vorgelände des später an dieser Stelle errichteten Herrenschießhauses am Sand. Der bogenschießende Gott Apollo war Patron der Nürnberger Herrenschützen. Die Aktfigur mit ihrer sorgfältigen Körperstudie im Moment der Bewegung weist auf die genaue Kenntnis der italienischen Renaissanceskulptur hin.

### Die große Barockdecke im zweiten Obergeschoss
Die Decke im Fembohaus ist die eindrucksvollste noch erhaltene Barockstuckdecke Nürnbergs. Geschaffen wurde sie 1674 von dem italienischen Stuckator Carlo Moretti Brentano (um 1630–1684) im Auftrag des Patriziers Christoph Jakob Behaim. Das linke Feld symbolisiert die Liebe: Venus ist die Göttin der Liebe; Amor, der ihr als ständiger Begleiter zur Seite steht, richtet seinen Pfeil auf Venus, die vergeblich zu entfliehen versucht. Das rechte Feld symbolisiert die Freundschaft: Venus und Amor sind in enger Freundschaft verbunden, auch verdeutlicht durch die beiden miteinander spielenden Kinder. Die Figuren in den Ecken stellen die vier Jahreszeiten dar: an der Fensterseite Frühling und Sommer, an der Seite zur Treppe Herbst und Winter.

## Gebäude
Die repräsentative Vorderhausfassade ist nach Süden ausgerichtet. Das Sandsteinchörlein über dem Eingangstor stammt aus dem Jahre 1680. Die Giebelschräge weist eine reiche Dekoration mit Voluten, Obelisken und Blumenvasen auf. Durch eine Säulenstellung und die Brüstungsreliefs mit den allegorischen Darstellungen der vier Elemente wird die Durchfensterung des Giebels betont. Als Bekrönung dient die Figur der Fortuna. Das Vorderhaus wird durch einen dreigeschossigen, mit Holzgalerien geschmückten Mittelbau mit dem Rückgebäude verbunden. 1958 wurde das im Krieg schwer beschädigte und später abgetragene Rückgebäude wiedererrichtet. Zwischen 1996 und 2000 wurde das Stadtmuseum Fembohaus komplett saniert und der Rundgang neu konzipiert. Die Wiedereröffnung des Stadtmuseums Fembohaus fand im März 2000 statt.